# Phaonia paucispina
Phaonia paucispina este o specie de muște din genul Phaonia, familia Muscidae, descrisă de Fang și Xiaolong Cui în anul 1988. Conform Catalogue of Life specia Phaonia paucispina nu are subspecii cunoscute.